# Petra Begerow
Petra Begerow (* 14. April 1975 in Bad Kreuznach) ist eine deutsche ehemalige Tennisspielerin.

## Karriere
Am 8. April 1996 erreichte sie mit Position 29 ihre höchste Platzierung in der Einzel-Weltrangliste. Bei den French Open konnte sie in den Jahren 1994 bis 1997 viermal hintereinander jeweils die 2. Runde erreichen. Dies war auch gleichzeitig ihr bestes Karriere-Ergebnis bei einem Grand-Slam-Turnier.